# Беура Кардеца
Беура Кардеца (итал. Beura-Cardezza) је насеље у Италији у округу Вербано-Кузио-Осола, региону Пијемонт.
Према процени из 2011. у насељу је живело 745 становника. Насеље се налази на надморској висини од 250 м.

## Становништво
| 1936. | 1951. | 1961. | 1971. | 1981. | 1991. | 2001. | 2011. |
| ----- | ----- | ----- | ----- | ----- | ----- | ----- | ----- |
| 1.572 | 1.782 | 1.694 | 1.477 | 1.417 | 1.351 | 1.372 | 1.437 |